# Kaloula picta
Kaloula picta es una especie  de anfibios de la familia Microhylidae.

## Distribución geográfica
Se encuentra en Filipinas. 